# بارتيليمي ديك
هو رسام من إمارة لييج و كذلك رسم لرينيه دانجو ، حيث نسب إليه العديد من اللوحات على الخشب والزخارف والرسومات.

## المذكرات و المراجع